# مورين كانون
مورين كانون (بالإنجليزية: Maureen Cannon)‏ هي كاتِبة وشاعرة أمريكية، ولدت في 22 نوفمبر 1922، وتوفيت في 25 يناير 2007.